# Discografia di Whitney Houston
Questa è la discografia di Whitney Houston, cantante deceduta l'11 febbraio 2012. Durante la sua carriera, ha venduto oltre 220 milioni di album, risultando fra le artiste donne che hanno venduto più dischi nella storia.

## Album

### Album in studio
| Anno                                                                          | Dettagli | Posizioni massime | Posizioni massime | Posizioni massime | Posizioni massime | Posizioni massime | Posizioni massime | Posizioni massime | Posizioni massime | Posizioni massime | Certificazioni | Vendite mondiali |
| Anno                                                                          | Dettagli | USA               | AUS               | AUT               | CAN               | FRA               | GER               | NLD               | SWE               | UK                | Certificazioni | Vendite mondiali |
| ----------------------------------------------------------------------------- | --- | ----------------- | ----------------- | ----------------- | ----------------- | ----------------- | ----------------- | ----------------- | ----------------- | ----------------- | --- | ---------------- |
| 1985                                                                          | Whitney Houston - Pubblicato: 21 febbraio 1985 - Etichetta: Arista Records - Formati: CD, musicassetta, LP      | 1                 | 1                 | 9                 | 1                 | 13                | 2                 | 5                 | 1                 | 2                 | - USA: Platino (14) - AUS: Platino (5) - AUT: Platino - CAN: Diamante - FRA: Oro - GER: Platino - NLD: Platino - SWE: Platino (2) - UK: Platino (4)        | 30 milioni       |
| 1987                                                                          | Whitney - Pubblicato: 2 giugno 1987 - Etichetta: Arista Records - Formati: CD, musicassetta, LP                 | 1                 | 1                 | 1                 | 1                 | 6                 | 1                 | 1                 | 1                 | 1                 | - USA: Diamante - AUS: Platino (3) - AUT: Platino (2) - CAN: Platino (7) - FRA: Platino - GER: Platino - NLD: Platino - SWE: Platino (2) - UK: Platino (7) | 25 milioni       |
| 1990                                                                          | I'm Your Baby Tonight - Pubblicato: 4 novembre 1990 - Etichetta: Arista Records - Formati: CD, musicassetta, LP | 3                 | 10                | 2                 | 3                 | 9                 | 3                 | 4                 | 3                 | 4                 | - USA: Platino (4) - AUS: Platino - AUT: Platino - CAN: Platino - FRA: Platino - GER: Platino - NLD: Platino - SWE: Platino - UK: Platino                  | 15 milioni       |
| 1998                                                                          | My Love Is Your Love - Pubblicato: 17 novembre 1998 - Etichetta: Arista Records - Formati: CD, musicassetta, LP | 13                | 42                | 1                 | 2                 | 2                 | 2                 | 1                 | 7                 | 4                 | - USA: Platino (4) - AUS: Oro - AUT: Platino - CAN: Platino (2) - FRA: Platino (2) - NLD: Platino - SWE: Platino (2) - UK: Platino (3)                     | 15 milioni       |
| 2002                                                                          | Just Whitney - Pubblicato: 10 dicembre 2002 - Etichetta: Arista Records - Formati: CD, digital download         | 9                 | —                 | 33                | 9                 | 25                | 16                | 70                | —                 | 76                | - USA: Platino - FRA: Oro | 2.5 milioni      |
| 2009                                                                          | I Look to You - Pubblicato: 31 agosto 2009 - Etichetta: Arista Records - Formati: CD, digital download          | 1                 | 16                | 3                 | 1                 | 3                 | 1                 | 1                 | 2                 | 3                 | - USA: Platino - AUT: Oro - CAN: Platino - FRA: Oro - GER: Oro - SWE: Oro - UK: Oro                                                                        | 5 milioni        |
| "—" indica una pubblicazione non classificata o non pubblicata in quel paese. | |                   |                   |                   |                   |                   |                   |                   |                   |                   | |                  |

### Colonne sonore
| Anno                                                                          | Album | Posizione in classifica | Posizione in classifica | Posizione in classifica | Posizione in classifica | Posizione in classifica | Posizione in classifica | Posizione in classifica | Posizione in classifica | Posizione in classifica | Certificazioni |
| Anno                                                                          | Album | USA                     | AUS                     | AUT                     | CAN                     | FRA                     | GER                     | NLD                     | SWE                     | UK                      | Certificazioni |
| ----------------------------------------------------------------------------- | --- | ----------------------- | ----------------------- | ----------------------- | ----------------------- | ----------------------- | ----------------------- | ----------------------- | ----------------------- | ----------------------- | --- |
| 1992                                                                          | The Bodyguard - Pubblicato: 17 novembre 1992 - Etichetta: Arista Records - Formati: CD, digital download                                                                | 1                       | 1                       | 1                       | 1                       | 1                       | 1                       | 1                       | 1                       | 1                       | - USA: Platino (18) - AUS: Platino (5) - AUT: Platino (4) - CAN: Diamante - FRA: Diamante - GER: Platino (3) - NLD: Platino - SWE: Platino - UK: Platino (7) |
| 1996                                                                          | The Preacher's Wife - Pubblicato: 27 novembre 1996 - Etichetta: Arista Records - Formati: CD, digital download                                                          | 3                       | 34                      | 8                       | 3                       | 2                       | 9                       | 1                       | 1                       | 35                      | - USA: Platino (3) - AUS: Oro - CAN: Platino - SWE: Oro - UK: Argento                                                                                        |
| 2022                                                                          | I Wanna Dance with Somebody (The Movie: Whitney New, Classic and Reimagined) - Pubblicato: 16 dicembre 2022 - Etichetta: Arista Records - Formati: CD, digital download | —                       | 83                      | —                       | —                       | —                       | —                       | —                       | —                       | —                       | |
| "—" indica una pubblicazione non classificata o non pubblicata in quel paese. | |                         |                         |                         |                         |                         |                         |                         |                         |                         | |

### Album natalizi
| Anno | Album                       | Posizione in classifica | Certificazioni |
| Anno | Album                       | USA                     | Certificazioni |
| ---- | --------------------------- | ----------------------- | -------------- |
| 2003 | One Wish: The Holiday Album | 49                      | - USA: Oro     |

### Raccolte
| Anno                                                                          | Album                                                 | Posizione in classifica | Posizione in classifica | Posizione in classifica | Posizione in classifica | Posizione in classifica | Posizione in classifica | Posizione in classifica | Posizione in classifica | Certificazioni |
| Anno                                                                          | Album                                                 | USA                     | AUS                     | CAN                     | FRA                     | GER                     | NLD                     | SWE                     | UK                      | Certificazioni |
| ----------------------------------------------------------------------------- | ----------------------------------------------------- | ----------------------- | ----------------------- | ----------------------- | ----------------------- | ----------------------- | ----------------------- | ----------------------- | ----------------------- | --- |
| 2000                                                                          | Whitney: The Greatest Hits                            | 2                       | 3                       | 4                       | 9                       | 2                       | 2                       | 4                       | 1                       | - USA: Platino (5) - AUS: Platino (2) - CAN: Platino - FRA: Oro (2) - GER: Platino - NLD: Platino - SWE: Platino - UK: Platino (5) |
| 2001                                                                          | Love, Whitney                                         | —                       | 9                       | —                       | 167                     | —                       | 24                      | 12                      | 22                      | |
| 2004                                                                          | Artist Collection: Whitney Houston                    | —                       | —                       | —                       | —                       | —                       | —                       | —                       | —                       | |
| 2007                                                                          | The Ultimate Collection                               | 15                      | 3                       | 3                       | 52                      | 31                      | —                       | 10                      | 3                       | - AUS: Platino (2) - GER: Platino (2) - SWE: Oro - UK: Platino (6)                                                                 |
| 2011                                                                          | The Essential Whitney Houston                         | —                       | 7                       | 3                       | 51                      | 20                      | —                       | —                       | 7                       | - UK: Argento |
| 2011                                                                          | Whitney Houston All Time Best: Reclam Musik Edition   | —                       | —                       | —                       | —                       | 76                      | —                       | —                       | —                       | |
| 2012                                                                          | I Will Always Love You: The Best of Whitney Houston   | 14                      | —                       | —                       | 99                      | —                       | 61                      | —                       | 13                      | - USA: Oro - UK: Platino |
| 2023                                                                          | I Go to the Rock: The Gospel Music of Whitney Houston | —                       | —                       | —                       | —                       | —                       | —                       | —                       | —                       | |
| "—" indica una pubblicazione non classificata o non pubblicata in quel paese. |                                                       |                         |                         |                         |                         |                         |                         |                         |                         | |

## Singoli

### Come artista principale

#### Anni 1980
| Anno                                                                          | Ttitolo                                    | Posizione massima | Posizione massima | Posizione massima | Posizione massima | Posizione massima | Posizione massima | Posizione massima | Posizione massima | Posizione massima | Posizione massima | Posizione massima | Certificazioni | Album di provenienza                           |
| Anno                                                                          | Ttitolo                                    | USA               | USA R&B           | USA Adult         | USA Dance         | AUS               | CAN               | GER               | NLD               | SWE               | SWI               | UK                | Certificazioni | Album di provenienza                           |
| ----------------------------------------------------------------------------- | ------------------------------------------ | ----------------- | ----------------- | ----------------- | ----------------- | ----------------- | ----------------- | ----------------- | ----------------- | ----------------- | ----------------- | ----------------- | --- | ---------------------------------------------- |
| 1984                                                                          | Hold Me (con Teddy Pendergrass)            | 46                | 5                 | 6                 | —                 | —                 | —                 | —                 | 22                | —                 | —                 | 44                | | Love Language Whitney Houston                  |
| 1985                                                                          | You Give Good Love                         | 3                 | 1                 | 4                 | —                 | 5                 | 7                 | —                 | —                 | —                 | —                 | 93                | - USA: Platino | Whitney Houston                                |
| 1985                                                                          | All at Once                                | —                 | —                 | —                 | —                 | —                 | —                 | —                 | 5                 | —                 | —                 | —                 | | Whitney Houston                                |
| 1985                                                                          | Saving All My Love for You                 | 1                 | 1                 | 1                 | —                 | 20                | 8                 | 18                | 12                | —                 | 5                 | 1                 | - USA: Platino (2) - UK: Oro                                                                                           | Whitney Houston                                |
| 1985                                                                          | Thinking About You                         | —                 | 10                | —                 | 24                | —                 | —                 | —                 | —                 | —                 | —                 | —                 | | Whitney Houston                                |
| 1985                                                                          | How Will I Know                            | 1                 | 1                 | 1                 | 3                 | 2                 | 1                 | 26                | 15                | 2                 | 11                | 5                 | - USA: Platino (3) - CAN: Oro - UK: Platino                                                                            | Whitney Houston                                |
| 1986                                                                          | Greatest Love of All                       | 1                 | 3                 | 1                 | —                 | 1                 | 1                 | 21                | 17                | 14                | 20                | 8                 | - USA: Platino (2) - CAN: Oro - UK: Oro                                                                                | Whitney Houston                                |
| 1987                                                                          | I Wanna Dance with Somebody (Who Loves Me) | 1                 | 2                 | 1                 | 1                 | 1                 | 1                 | 1                 | 1                 | 1                 | 1                 | 1                 | - USA: Platino (8) - AUS: Platino (8) - CAN: Oro - FRA: Argento - GER: Platino - NLD: Oro - SVE: Oro - UK: Platino (4) | Whitney                                        |
| 1987                                                                          | Didn't We Almost Have It All               | 1                 | 2                 | 1                 | —                 | 27                | 2                 | 20                | 20                | —                 | 18                | 14                | - USA: Oro - UK: Argento                                                                                               | Whitney                                        |
| 1987                                                                          | So Emotional                               | 1                 | 5                 | 8                 | 1                 | 26                | 9                 | —                 | 23                | —                 | 30                | 5                 | - USA: Platino | Whitney                                        |
| 1988                                                                          | Where Do Broken Hearts Go                  | 1                 | 2                 | 1                 | —                 | 48                | 6                 | —                 | 47                | —                 | —                 | 14                | - USA: Oro - UK: Argento                                                                                               | Whitney                                        |
| 1988                                                                          | Love Will Save the Day                     | 9                 | 5                 | 10                | 1                 | 77                | 8                 | 37                | 6                 | —                 | 18                | 10                | | Whitney                                        |
| 1988                                                                          | One Moment in Time                         | 5                 | 5                 | 1                 | —                 | 54                | 4                 | 1                 | 6                 | —                 | 4                 | 1                 | - USA: Oro - FRA: Argento - GER: Oro - UK: Oro                                                                         | 1988 Summer Olympics Album: One Moment in Time |
| 1988                                                                          | I Know Him So Well (con Cissy Houston)     | —                 | —                 | —                 | —                 | —                 | —                 | 46                | 14                | —                 | —                 | —                 | | Whitney                                        |
| "—" indica una pubblicazione non classificata o non pubblicata in quel paese. |                                            |                   |                   |                   |                   |                   |                   |                   |                   |                   |                   |                   | |                                                |

#### Anni 1990
| Anno                                                                          | Titolo                                           | Posizione massima | Posizione massima | Posizione massima | Posizione massima | Posizione massima | Posizione massima | Posizione massima | Posizione massima | Posizione massima | Posizione massima | Posizione massima | Certificazioni | Album di provenienza                           |
| Anno                                                                          | Titolo                                           | USA               | USA R&B           | USA Adult         | USA Dance         | AUS               | CAN               | GER               | NLD               | SWE               | SWI               | UK                | Certificazioni | Album di provenienza                           |
| ----------------------------------------------------------------------------- | ------------------------------------------------ | ----------------- | ----------------- | ----------------- | ----------------- | ----------------- | ----------------- | ----------------- | ----------------- | ----------------- | ----------------- | ----------------- | --- | ---------------------------------------------- |
| 1990                                                                          | I'm Your Baby Tonight                            | 1                 | 1                 | 7                 | 17                | 6                 | 2                 | 5                 | 2                 | 4                 | 4                 | 5                 | - USA: Platino - SVE: Oro | I'm Your Baby Tonight                          |
| 1990                                                                          | All the Man That I Need                          | 1                 | 1                 | 1                 | —                 | 63                | 1                 | 37                | 9                 | —                 | 28                | 13                | - USA: Platino | I'm Your Baby Tonight                          |
| 1991                                                                          | The Star Spangled Banner                         | 20                | —                 | 48                | —                 | —                 | 5                 | —                 | —                 | —                 | —                 | —                 | - USA: Oro | /                                              |
| 1991                                                                          | Miracle                                          | 9                 | 2                 | 4                 | —                 | —                 | 17                | —                 | —                 | —                 | —                 | —                 | | I'm Your Baby Tonight                          |
| 1991                                                                          | My Name Is Not Susan                             | 20                | 8                 | 44                | —                 | —                 | 43                | 52                | 22                | 31                | —                 | 29                | | I'm Your Baby Tonight                          |
| 1991                                                                          | I Belong to You                                  | —                 | 10                | —                 | —                 | 6                 | —                 | —                 | 79                | —                 | —                 | 54                | | I'm Your Baby Tonight                          |
| 1992                                                                          | We Didn't Know (con Stevie Wonder)               | 20                | —                 | —                 | —                 | —                 | —                 | —                 | —                 | —                 | —                 | —                 | | I'm Your Baby Tonight                          |
| 1992                                                                          | I Will Always Love You                           | 1                 | 1                 | 1                 | 1                 | 1                 | 1                 | 1                 | 1                 | 1                 | 1                 | 1                 | - USA: Platino (11) - AUS: Platino (4) - AUT: Oro - CAN: Oro - FRA: Oro - GER: Platino - NLD: Platino - SVE: Platino - UK: Platino (2) | The Bodyguard: Original Soundtrack Album       |
| 1993                                                                          | I'm Every Woman                                  | 4                 | 4                 | 26                | 1                 | 11                | 2                 | 13                | 3                 | 7                 | 18                | 4                 | - USA: Platino - AUS: Oro - UK: Argento                                                                                                | The Bodyguard: Original Soundtrack Album       |
| 1993                                                                          | I Have Nothing                                   | 4                 | 4                 | 1                 | —                 | 28                | 1                 | 39                | 22                | —                 | 39                | 3                 | - USA: Platino - UK: Argento | The Bodyguard: Original Soundtrack Album       |
| 1993                                                                          | Run to You                                       | 31                | 31                | 10                | —                 | 72                | 10                | 58                | 33                | —                 | —                 | 15                | | The Bodyguard: Original Soundtrack Album       |
| 1993                                                                          | Queen of the Night                               | —                 | —                 | 1                 | 14                | 88                | 39                | 64                | 21                | —                 | 36                | 14                | | The Bodyguard: Original Soundtrack Album       |
| 1995                                                                          | Exhale (Shoop Shoop)                             | 1                 | 1                 | 5                 | —                 | 18                | 1                 | 26                | 7                 | 10                | 13                | 11                | - USA: Platino | Waiting to Exhale: Original Soundtrack Album   |
| 1996                                                                          | Count on Me (con CeCe Winans)                    | 8                 | 8                 | 4                 | —                 | 87                | 26                | 75                | 30                | —                 | 31                | 12                | - USA: Platino | Waiting to Exhale: Original Soundtrack Album   |
| 1996                                                                          | Why Does It Hurt So Bad                          | 22                | 6                 | —                 | —                 | —                 | 45                | —                 | —                 | —                 | —                 | 99                | | Waiting to Exhale: Original Soundtrack Album   |
| 1996                                                                          | I Believe in You and Me                          | 4                 | 2                 | —                 | 16                | —                 | 59                |                   | 74                | 46                |                   | 16                | - USA: Platino | The Preacher's Wife: Original Soundtrack Album |
| 1997                                                                          | Step By Step                                     | 15                | 29                | 12                | 3                 | 12                | 23                | 8                 | 11                | 15                | 15                | 13                | - USA: Oro - AUS: Oro - GER: Oro - UK: Oro                                                                                             | The Preacher's Wife: Original Soundtrack Album |
| 1997                                                                          | My Heart Is Calling                              | 77                | —                 | —                 | —                 | —                 | —                 | —                 | —                 | —                 | —                 | —                 | | The Preacher's Wife: Original Soundtrack Album |
| 1998                                                                          | When You Believe (con Mariah Carey)              | 15                | 35                | 3                 | —                 | 13                | 20                | 8                 | 5                 | 2                 | 2                 | 4                 | - USA: Platino - AUS: Oro - FRA: Oro - GER: Oro - SVE: Platino - SVI: Oro - UK: Platino                                                | My Love Is Your Love                           |
| 1999                                                                          | Heartbreak Hotel (con Faith Evans & Kelly Price) | 2                 | 1                 | —                 | 1                 | 17                | 16                | 61                | 35                | —                 | 77                | 25                | - USA: Platino (2) | My Love Is Your Love                           |
| 1999                                                                          | It's Not Right but It's Okay                     | 4                 | 7                 | —                 | 1                 | 90                | 3                 | 14                | 10                | 12                | 18                | 3                 | - USA: Platino - UK: Platino (2) | My Love Is Your Love                           |
| 1999                                                                          | My Love Is Your Love                             | 4                 | 2                 | —                 | 1                 | 27                | 10                | 2                 | 3                 | 2                 | 2                 | 2                 | - USA: Platino (2) - AUS: Oro - FRA: Oro - GER: Oro - SVE: Platino - SVI: Oro - UK: Platino                                            | My Love Is Your Love                           |
| 1999                                                                          | I Learned from the Best                          | 27                | 13                | 20                | 1                 | —                 | —                 | 48                | 20                | 23                | 28                | 19                | | My Love Is Your Love                           |
| "—" indica una pubblicazione non classificata o non pubblicata in quel paese. |                                                  |                   |                   |                   |                   |                   |                   |                   |                   |                   |                   |                   | |                                                |

#### Anni 2000
| Anno                                                                          | Titolo                                                | Posizione massima | Posizione massima | Posizione massima | Posizione massima | Posizione massima | Posizione massima | Posizione massima | Posizione massima | Posizione massima | Posizione massima | Posizione massima | Certificazioni                                                 | Album di provenienza        |
| Anno                                                                          | Titolo                                                | USA               | U.S. R&B          | U.S. Adult        | U.S. Dance        | AUS               | CAN               | GER               | NLD               | SWE               | SWI               | UK                | Certificazioni                                                 | Album di provenienza        |
| ----------------------------------------------------------------------------- | ----------------------------------------------------- | ----------------- | ----------------- | ----------------- | ----------------- | ----------------- | ----------------- | ----------------- | ----------------- | ----------------- | ----------------- | ----------------- | -------------------------------------------------------------- | --------------------------- |
| 2000                                                                          | Same Script, Different Cast (con Deborah Cox)         | 70                | 14                | —                 | 4                 | —                 | 38                | —                 | —                 | —                 | —                 | —                 |                                                                | Whitney: The Greatest Hits  |
| 2000                                                                          | Could I Have This Kiss Forever (con Enrique Iglesias) | 52                | —                 | 10                | —                 | 12                | 3                 | 5                 | 1                 | 2                 | 1                 | 7                 | - AUS: Oro - FRA: Argento - GER: Oro - SVE: Platino - SVI: Oro | Whitney: The Greatest Hits  |
| 2000                                                                          | If I Told You That (con George Michael)               | —                 | —                 | —                 | —                 | 37                | —                 | 58                | 19                | 44                | 33                | 9                 |                                                                | Whitney: The Greatest Hits  |
| 2000                                                                          | Fine                                                  | —                 | 51                | —                 | —                 | —                 | —                 | —                 | —                 | 50                | —                 | —                 |                                                                | Whitney: The Greatest Hits  |
| 2001                                                                          | The Star Spangled Banner (ristampa)                   | 6                 | 30                | —                 | —                 | —                 | 5                 | —                 | —                 | —                 | —                 | —                 | - USA: Platino                                                 | /                           |
| 2002                                                                          | Whatchulookinat                                       | 96                | 75                | —                 | 1                 | 48                | 3                 | 47                | 29                | 29                | 22                | 13                |                                                                | Just Whitney                |
| 2002                                                                          | One of Those Days                                     | 72                | 29                | —                 | —                 | 48                | —                 | —                 | 80                | —                 | 94                | —                 |                                                                | Just Whitney                |
| 2003                                                                          | Try It on My Own                                      | 84                | 80                | 10                | 1                 | —                 | 24                | —                 | —                 | —                 | 79                | —                 |                                                                | Just Whitney                |
| 2003                                                                          | Love That Man                                         | —                 | —                 | —                 | 1                 | —                 | —                 | —                 | —                 | —                 | —                 | —                 |                                                                | Just Whitney                |
| 2003                                                                          | One Wish (for Christmas)                              | —                 | —                 | —                 | —                 | —                 | —                 | —                 | —                 | —                 | —                 | —                 |                                                                | One Wish: The Holiday Album |
| 2009                                                                          | I Look to You                                         | 70                | 18                | —                 | 5                 | —                 | 68                | 41                | 65                | 33                | 16                | 115               | - USA: Platino                                                 | I Look to You               |
| 2009                                                                          | Million Dollar Bill                                   | 100               | 18                | —                 | 1                 | 181               | 62                | 41                | 58                | 22                | 40                | 5                 | - UK: Platino                                                  | I Look to You               |
| "—" indica una pubblicazione non classificata o non pubblicata in quel paese. |                                                       |                   |                   |                   |                   |                   |                   |                   |                   |                   |                   |                   |                                                                |                             |

#### Anni 2010 (postumi)
| Anno                                                                          | Titolo                                      | Posizione massima | Posizione massima | Posizione massima | Posizione massima | Posizione massima | Posizione massima | Posizione massima | Posizione massima | Certificazioni                                                                                       | Album di provenienza                                |
| Anno                                                                          | Titolo                                      | USA               | AUS               | CAN               | GER               | NLD               | SWE               | SWI               | UK                | Certificazioni                                                                                       | Album di provenienza                                |
| ----------------------------------------------------------------------------- | ------------------------------------------- | ----------------- | ----------------- | ----------------- | ----------------- | ----------------- | ----------------- | ----------------- | ----------------- | --- | --------------------------------------------------- |
| 2012                                                                          | Celebrate (con Jordin Sparks)               | —                 | —                 | —                 | —                 | —                 | —                 | —                 | —                 | | Sparkle: Original Motion Picture Soundtrack         |
| 2012                                                                          | His Eye Is on the Sparrow                   | —                 | —                 | —                 | —                 | —                 | —                 | —                 | —                 | | Sparkle: Original Motion Picture Soundtrack         |
| 2012                                                                          | I Look to You (con R. Kelly)                | —                 | —                 | —                 | —                 | —                 | —                 | —                 | —                 | | I Will Always Love You: The Best of Whitney Houston |
| 2016                                                                          | Memories (con Siti Nurhaliza)               | —                 | —                 | —                 | —                 | —                 | —                 | —                 | —                 | | /                                                   |
| 2019                                                                          | Higher Love (con Kygo)                      | 63                | 20                | 22                | 22                | 29                | 9                 | 10                | 2                 | - USA: Platino (3) - AUS: Platino (3) - CAN: Platino (2) - FRA: Oro - GER: Platino - UK: Platino (3) | Golden Hour                                         |
| 2019                                                                          | Do You Hear What I Hear? (con i Pentatonix) | —                 | —                 | —                 | —                 | —                 | —                 | —                 | —                 | - USA: Oro                                                                                           | The Best of Pentatonix Christmas                    |
| "—" indica una pubblicazione non classificata o non pubblicata in quel paese. |                                             |                   |                   |                   |                   |                   |                   |                   |                   | |                                                     |

#### Anni 2020 (postumi)
| Anno                                                                          | Titolo                                                                                       | Posizione massima | Certificazioni           | Album di provenienza                                                         |
| Anno                                                                          | Titolo                                                                                       | UK                | Certificazioni           | Album di provenienza                                                         |
| ----------------------------------------------------------------------------- | -------------------------------------------------------------------------------------------- | ----------------- | ------------------------ | ---------------------------------------------------------------------------- |
| 2021                                                                          | I Look to You (con i Clean Bandit)                                                           | 92                | - CAN: Oro - UK: Argento | I Wanna Dance with Somebody (The Movie: Whitney New, Classic and Reimagined) |
| 2022                                                                          | Don't Cry for Me (Sam Feldt Remix)                                                           | —                 |                          | I Wanna Dance with Somebody (The Movie: Whitney New, Classic and Reimagined) |
| 2024                                                                          | Love Will Save the Day (Live in Kings Park Stadium, Durban, South Africa - November 8, 1994) | —                 |                          | The Concert for a New South Africa (Durban)                                  |
| 2025                                                                          | It’s Not Right but It’s Okay (con Felix Jaehn)                                               | —                 |                          | /                                                                            |
| "—" indica una pubblicazione non classificata o non pubblicata in quel paese. |                                                                                              |                   |                          |                                                                              |

### Come artista ospite
| Anno | Titolo                                                                        | Peak chart positions | Peak chart positions | Peak chart positions | Peak chart positions | Peak chart positions | Peak chart positions | Peak chart positions | Peak chart positions | Peak chart positions | Certificazioni | Album di provenienza |
| Anno | Titolo                                                                        | USA                  | US R&B               | US Dance             | AUS                  | CAN                  | GER                  | NLD                  | SWI                  | UK                   | Certificazioni | Album di provenienza |
| ---- | ----------------------------------------------------------------------------- | -------------------- | -------------------- | -------------------- | -------------------- | -------------------- | -------------------- | -------------------- | -------------------- | -------------------- | -------------- | -------------------- |
| 1984 | Are You the Woman (Kashif feat. Whitney Houston)                              | ―                    | 25                   | ―                    | ―                    | ―                    | ―                    | ―                    | ―                    | ―                    |                | Send Me Your Love    |
| 1986 | Stop the Madness (con il collettivo Stop the Madness)                         | ―                    | ―                    | ―                    | ―                    | ―                    | ―                    | ―                    | ―                    | ―                    |                | /                    |
| 1986 | King Holiday (con il King Dream Chorus and Holiday Crew)                      | ―                    | 30                   | ―                    | ―                    | ―                    | ―                    | ―                    | ―                    | ―                    |                | /                    |
| 1989 | It Isn't, It Wasn't, It Ain't Never Gonna Be" (con Aretha Franklin)           | 41                   | 5                    | 18                   | ―                    | 43                   | ―                    | 40                   | ―                    | 29                   |                | Through the Storm    |
| 1993 | Something in Common (con Bobby Brown)                                         | —                    | —                    | —                    | 82                   | 26                   | 58                   | 36                   | 41                   | 16                   |                | Bobby                |
|      | "—" indica una pubblicazione non classificata o non pubblicata in quel paese. |                      |                      |                      |                      |                      |                      |                      |                      |                      |                |                      |

## Singoli promozionali
| Anno                                                                          | Titolo                        | Posizione massima | Posizione massima | Posizione massima | Posizione massima | Album di provenienza  |
| Anno                                                                          | Titolo                        | USA               | US R&B/HH         | US Dance          | UK                | Album di provenienza  |
| ----------------------------------------------------------------------------- | ----------------------------- | ----------------- | ----------------- | ----------------- | ----------------- | --------------------- |
| 1985                                                                          | Someone for Me (Remix)        | —                 | —                 | —                 | 118               | Whitney Houston       |
| 1989                                                                          | Takin' a Chance               | —                 | —                 | —                 | —                 | I'm Your Baby Tonight |
| 2009                                                                          | I Didn't Know My Own Strength | —                 | 66                | 17                | 44                | I Look to You         |
| "—" indica una pubblicazione non classificata o non pubblicata in quel paese. |                               |                   |                   |                   |                   |                       |

## Altri brani entrati in classifica e/o certificati
| Anno                                                                          | Titolo                  | Posizioni massime | Posizioni massime | Posizioni massime | Certificazioni | Album di provenienza                     |
| Anno                                                                          | Titolo                  | US R&B/HH         | US Holiday        | FRA               | Certificazioni | Album di provenienza                     |
| ----------------------------------------------------------------------------- | ----------------------- | ----------------- | ----------------- | ----------------- | -------------- | ---------------------------------------- |
| 1987                                                                          | Do You Hear What I Hear | —                 | 35                | —                 | - USA: Oro     | A Very Special Christmas                 |
| 1992                                                                          | Jesus Loves Me          | —                 | —                 | 67                |                | The Bodyguard: Original Soundtrack Album |
| 2009                                                                          | Worth It                | 61                | —                 | —                 |                | I Look to You                            |
| "—" indica una pubblicazione non classificata o non pubblicata in quel paese. |                         |                   |                   |                   |                |                                          |

## Tour
- 1986 - The Greatest Love World Tour
- 1987-88 - Moment Of Truth World Tour
- 1990 - Feel So Right Japan Tour
- 1991 - I'm Your Baby Tonight World Tour
- 1993-94 - The Bodyguard World Tour
- 1997 - The Pacific Rim Tour
- 1998 -The European Tour
- 1999 - My Love Is Your Love World Tour
- 2004 - Soul Divas Tour
- 2010 - Nothing but Love World Tour

### Concerti televisivi
- 1988 - Nelson Mandela 70th Birthday Tribute (Partecipazione)
- 1991 - Welcome Home Heroes with Whitney Houston
- 1994 - Whitney: The Concert for a New South Africa
- 1997 - Classic Whitney: Live from Washington, D.C.
- 2001 - Michael Jackson: 30th Anniversary Special (Partecipazione)